# Adelphomyia
Adelphomyia (лат.) — род двукрылых семейства болотниц из подсемейства Limnophilinae.

## Описание
Длина тела 3,9-8,4 мм и длиной крыла 5,5-8,8 мм. Окраска изменчива от бледно-желтой до темно-коричневой или чёрной. Голова сзади закруглена. Жгутик усиков состоит из 14-ти члеников. Членики усиков слегка удлиненные или овальные, покрыты волосками, которые могут быть в 2,5 раз длиннее соответствующего членика. Передний край переднеспинки прямой. Крылья почти полупрозрачные, имеются участки затемнения вблизи поперечных жилок и области стигмы. Дискальная ячейка крыла всегда имеется, обычно удлиненная. Поверхность крыла в вершинной части покрыта макротрихиями. Поперечная медио-кубитальная жилка далеко за точкой разветвления медиальной жилки. Тергиты брюшка с двумя поперечными выемками спереди.

## Экология
Комары летают в затененных местах вблизи ручьев. Особенности личинок и куколок не известны.

## Классификация
Включает следующие виды:
- Adelphomyia acicularis (Alexander, 1954)
- Adelphomyia apoana Alexander, 1931
- Adelphomyia basilobula (Alexander, 1968)
- Adelphomyia biacus (Alexander, 1954)
- Adelphomyia breviramus (Alexander, 1924)
- Adelphomyia caesiella (Alexander, 1929)
- Adelphomyia carbonicolor Alexander, 1931
- Adelphomyia discalis (Alexander, 1936)
- Adelphomyia excelsa (Alexander, 1928)
- Adelphomyia ferocia (Alexander, 1935)
- Adelphomyia flavella (Alexander, 1920)
- Adelphomyia jejuana Podenas, 2024
- Adelphomyia luzonensis Alexander, 1931
- Adelphomyia macrotrichiata (Alexander, 1923)
- Adelphomyia otiosa (Alexander, 1968)
- Adelphomyia paucisetosa Alexander, 1931
- Adelphomyia pilifer (Alexander, 1919)
- Adelphomyia platystyla (Alexander, 1928)
- Adelphomyia prionolaboides (Alexander, 1934)
- Adelphomyia punctum (Meigen, 1818)
- Adelphomyia rantaizana (Alexander, 1929)
- Adelphomyia reductana (Alexander, 1941)
- Adelphomyia saitamae (Alexander, 1920)
- Adelphomyia satsumicola (Alexander, 1930)
- Adelphomyia simplicistyla (Alexander, 1940)

## Распространение
Встречается в Ориентальной области и Палеарктике.